# سید عادل حسینی
سید عادل حسینی (زاده ۱۵ فرودین ۱۳۷۲) کشتی‌گیر اهل ایران است. از افتخارات وی می‌توان به کسب مدال برنز مسابقات جهانی کشتی سنتی ازبکستان ۲۰۲۳ اشاره کرد.

## افتخارات
حسینی در سال ۲۰۲۳ در مسابقات جهانی کشتی سنتی ازبکستان موفق به کسب مدال برنز شد. در سال ۲۰۱۷ در مسابقات جهانی کشتی سنتی ترکیه صاحب گردن آویز برنز شد.

## تورنمنت‌ها
- مسابقات جهانی کشتی سنتی ازبکستان ۲۰۲۳.[۲]
- مسابقات جهانی کشتی سنتی ترکیه ۲۰۲۳.
- لیگ برتر کشتی آزاد ۲۰۲۲.

## اهدای مدال
- وی در یک حرکت ارزشمند مدال برنز مسابقات کشتی سنتی جهان را به خانواده و فرزند شهید مدافع حرم والا مقام و جاوید الاثر رضا حاجی زاده تقدیم کرد.[۶][۷]